# Sphodromerus reducta
Sphodromerus reducta is een rechtvleugelig insect uit de familie veldsprinkhanen (Acrididae). De wetenschappelijke naam van deze soort is voor het eerst geldig gepubliceerd in 1967 door Kevan.